# Magyarbiliárd
A magyarbiliárd vagy bábus (fás) biliárd egy lyukak nélküli biliárdasztalon, fabábukkal játszott biliárdfajta.

## Története
A bábus biliárd német, olasz, dán területeken vált igen közkedvelté (és napjainkban is az - kegelbillard, birilli, goriziana, keglebillard). Így vélhetően német közvetítéssel került el Magyarországra (volt „kis kégli” 5 bábuval és „nagy kégli” 7 bábuval) - de ahogy az a kártyajátékoknál is tapasztalható - a bábus biliárd is előnyére változott, mondhatni újjászületett (több formában is) a hazai táptalajon, és magyar játékká vált.
A rendszerváltás előtti időszakban csak ez a biliárdfajta létezett Magyarországon - bábuval, vagy bábu nélkül (karambolként) játszva. Bábus változata leginkább a Viharsarok térségében terjedt el (igen sokan játsszák ma is - a fiatalok köréből is), de az ország minden táján találni bábus biliárdasztalt és játékosokat (többnyire kisebb településeken), illetve sokan katonaéveikből ismerik.
Békés vármegyében még napjainkban is rendeznek versenyeket magyarbilliárdban, a szervezők szerint töretlen népszerűséggel.

## Játékváltozatok
A magyar biliárdnak három változata van a 120-as, 500-as, és az 1000-es játék. Bár a játékok nevei a győzelemhez megszerzendő pontszámra utalnak, de ennél mélyrehatóbbak különbségeik. A játékok szerkezetét, lényegét érintő különbségek a következők:
- A 120-asban váltva löknek a játékosok, a másik két játékban a játékosok lökés sorozatot „csinálnak”, míg pontot tudnak szerezni, vagy meg nem nyerik a játszmát.
- A 120-asban mindkét félnek saját lökő golyója van, így a célgolyó az ellenfél golyója. Az 500-asban, 1000-esben a lökő golyó mindkét fél tekintetében a piros golyó, célgolyóként minden lökés alkalmával szabadon választható bármelyik másik golyó.
- A 120-asban és az 500-asban 5 bábut használnak, az 1000-esben 1 bábut.
- A 120-asban egy sorba vannak rakva a bábuk, az 500-asban egy négyzet csúcsaiban, illetve közepében.
- A 120-asban mielőtt az ellenfél golyója bábut döntene, falat kell érni vagy annak, vagy a lökő golyónak, ez a feltétel nincs a másik két játékban.
- Az 1000-ben szigorúbban van definiálva a karambol, mint a másik két játékban.
- A 120-asban (115 pontig) nincs korlátozva a csak karambolt tartalmazó lökések száma, a másik két játékban igen.
- A szabályos lökések utáni, és a büntető pontok jelentősen különböznek a játékokban.

### A triatlon
A triatlonban mind a három magyarbiliárd játék szerepel, egy 500-as, egy 1000-es és két 120-as játék, tehát összesen 4 játszmából áll egy parti. Játszhatja két játékos, vagy két páros.
A játszmák sorrendje:
- 500-as játék;
- 1000-es játék;
- első 120-as játék;
- második 120-as játék.